# Wappen Stettins

Wappen der Stadt

Flagge der Stadt

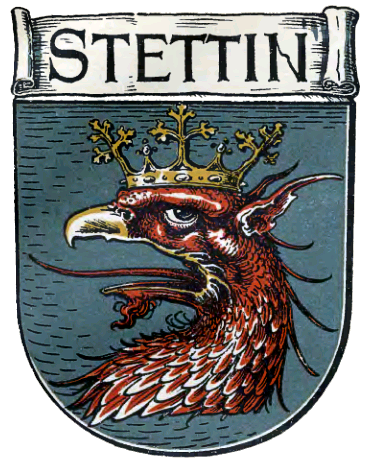
Das Wappen nach Otto Hupp, 19. Jahrhundert

Das Wappen der Stadt Stettin in Pommern zeigt einen roten Greifenkopf vor einem blauen Hintergrund. Es geht zurück auf die mittelalterlichen Siegel der Stadt. Bei dem Greifen handelt es sich um den Pommerschen Greifen, das Symbol der Herzöge von Pommern aus der Dynastie der Greifen.

## Beschreibung
Das Wappenschild zeigt den nach rechts gewendeten Kopf eines Greifs mit roten Federn, goldenem Schnabel und goldener Krone vor einem blauen Hintergrund. In der aktuellen Variante hat das Wappen zudem einen goldenen Rand.
Im Großen Wappen wird das kleine Wappen von zwei bekrönten Löwen als Wappenträgern gehalten, über dem Wappen befindet sich eine Krone.
Die zugehörige Stadtflagge ist rot-blau gestreift und hat das Wappen auf der linken Seite.

## Geschichte
Das älteste bekannte Siegel der Stadt, überliefert durch einen Bronzestempel aus dem letzten Drittel des 13. Jahrhunderts, zeigt eine Burg, unter dem Torbogen thront ein Herzog, der links ein Schwert hält und rechts ein Zepter hält. Auf beiden Seiten der Mauer befinden sich Greifenschilder. Ein späteres Dokument zeigt unter einem Torbogen einen nach links gewendeten Greif.
Seit 1361 sind nur noch Siegel mit dem Greifenkopf bekannt, in denen er mal ohne und mal mit Krone dargestellt wird. Mit einem Diplom des damaligen Landesherrn König Karl XI. von Schweden wurde das Wappen mit dem Greifenkopf am 14. September 1660 bestätigt. Am 2. Dezember 1996 wurde die aktuelle Version des Wappens angenommen. 2004 wurde es erneut bestätigt.

## Das Wappen als Schmuck
Das Wappen befindet sich an mehreren Bauwerken als Fassadenschmuck, u. a. am Neuen Rathaus und an der Stadtverwaltung.

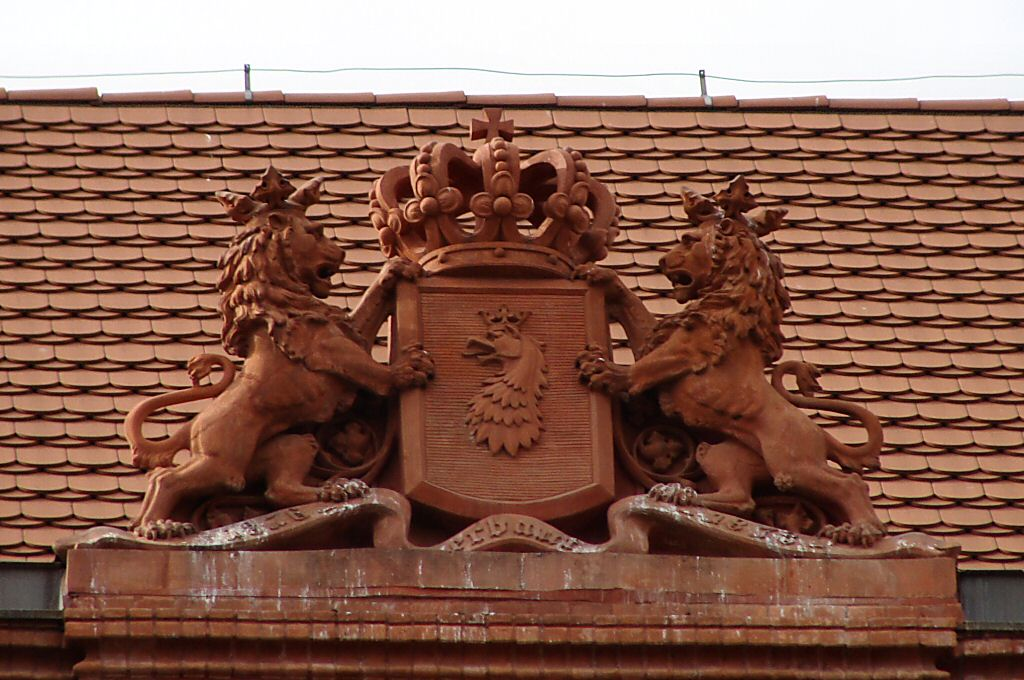
Am Neuen Rathaus
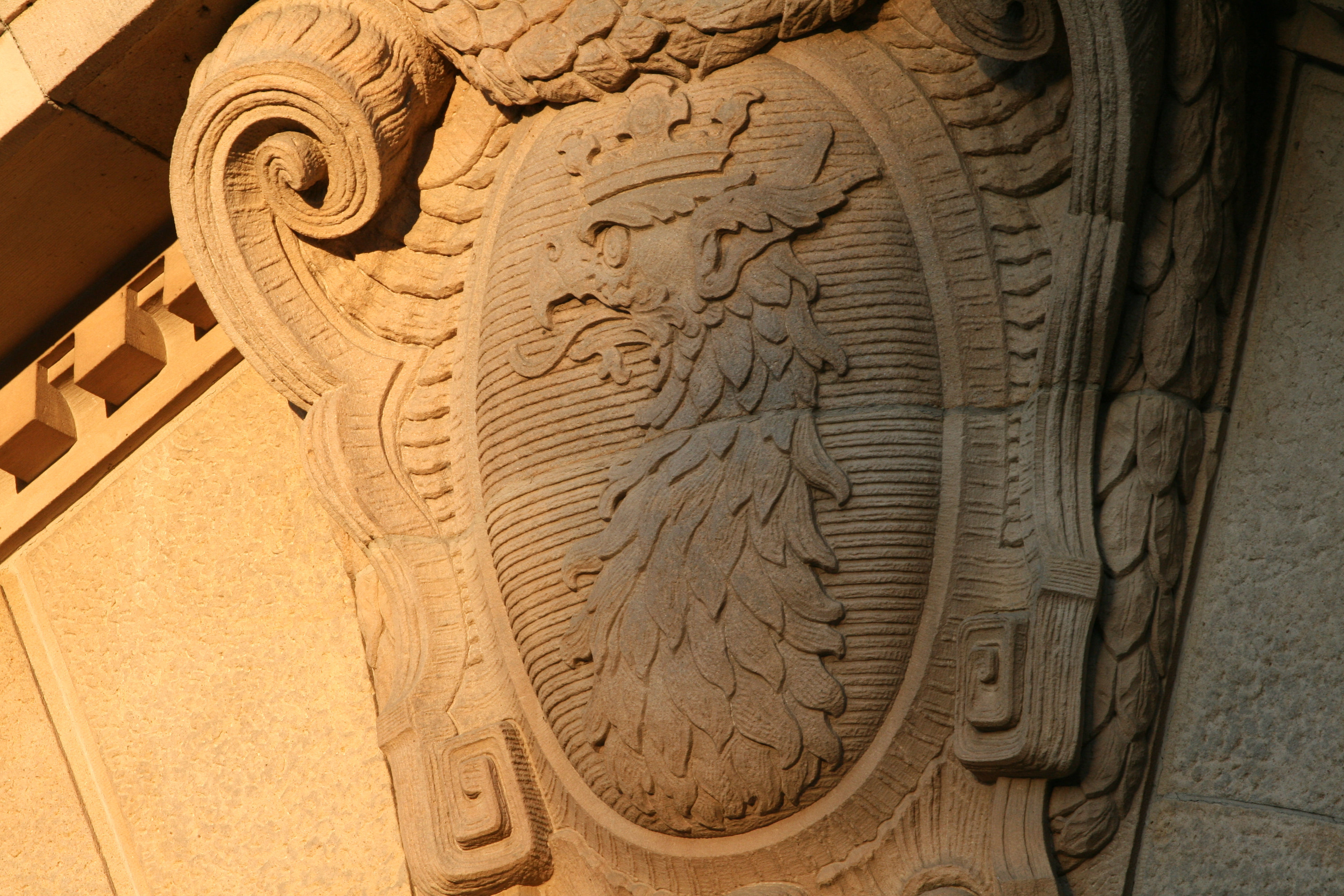
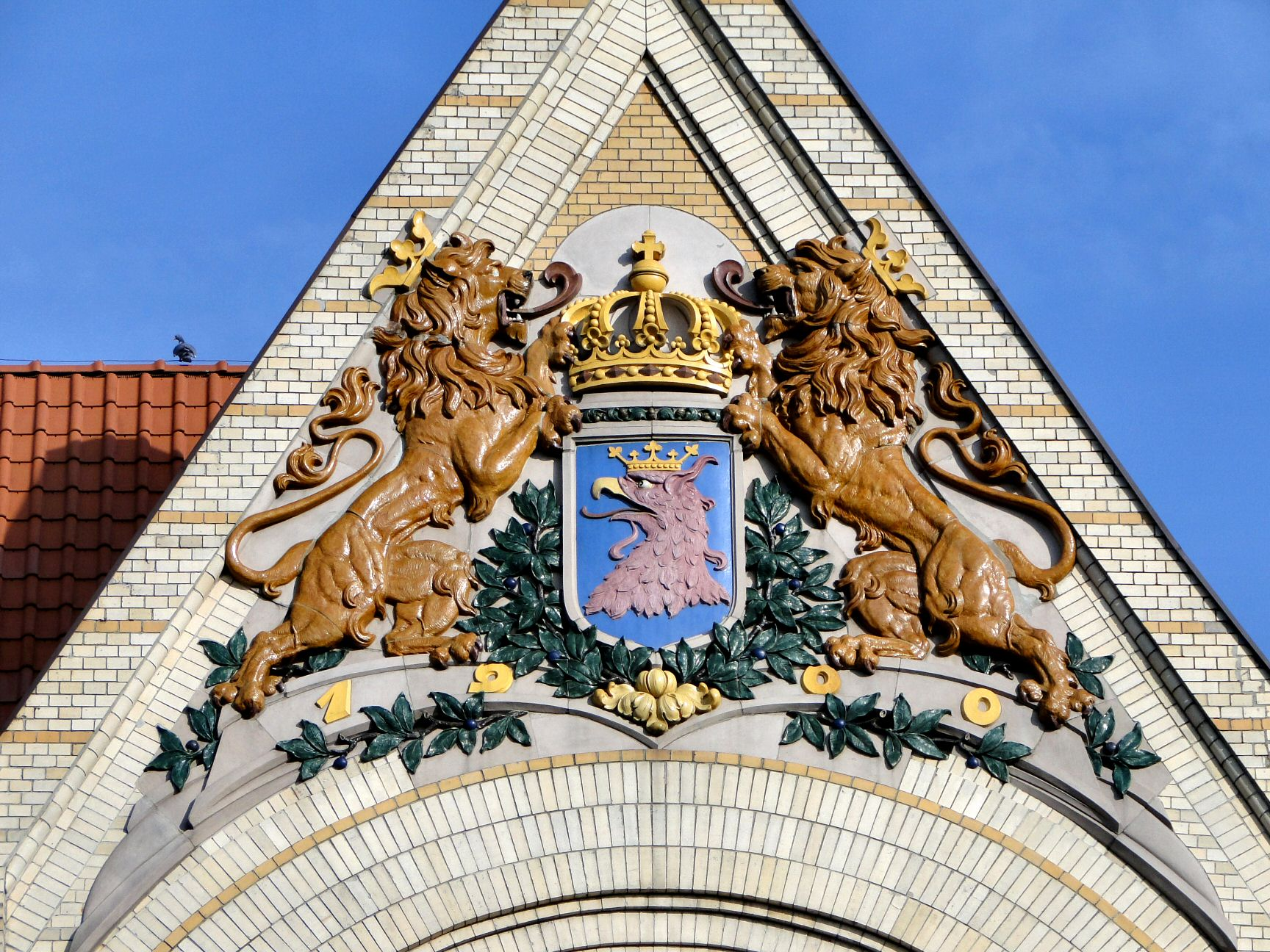
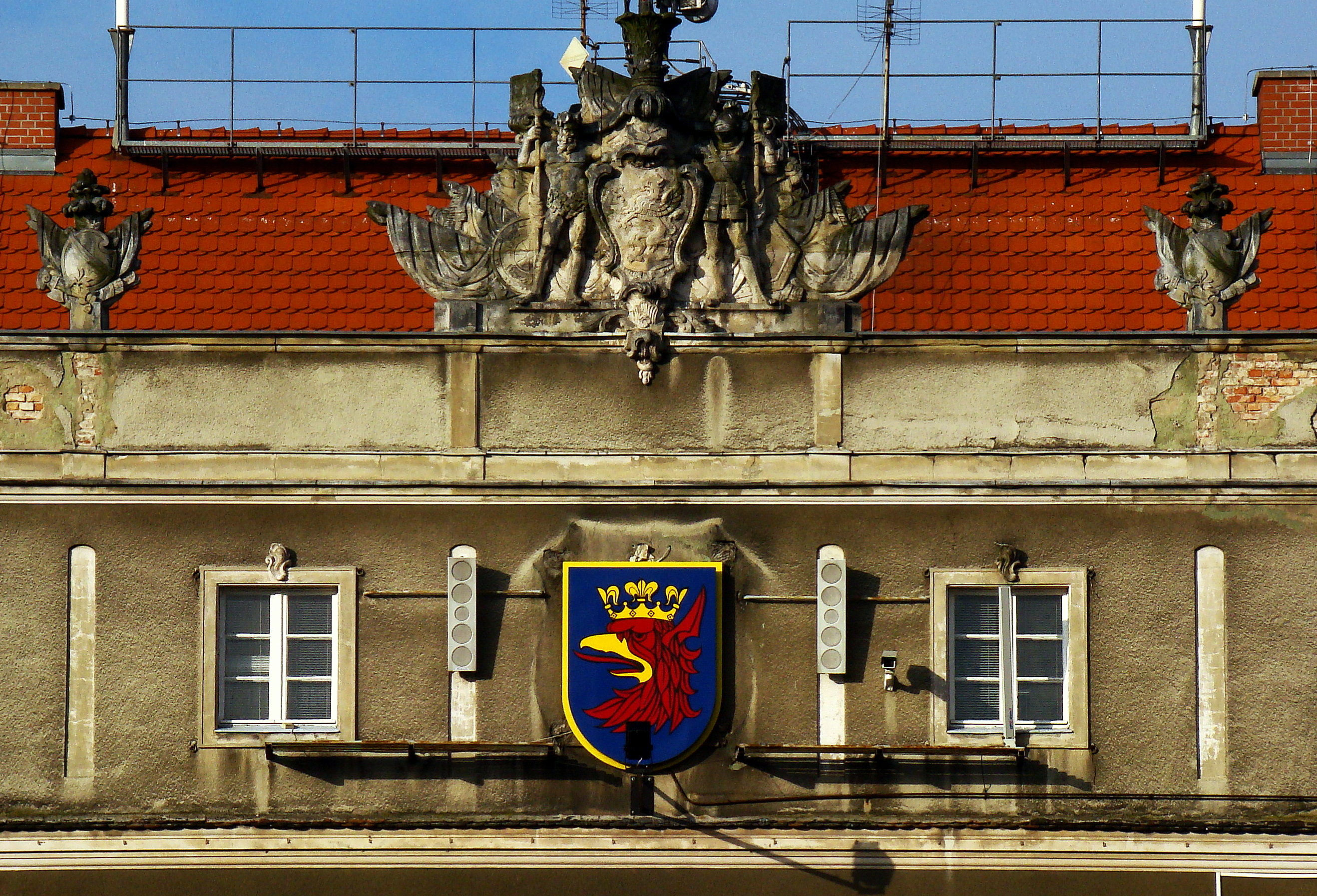
An der Stadtverwaltung
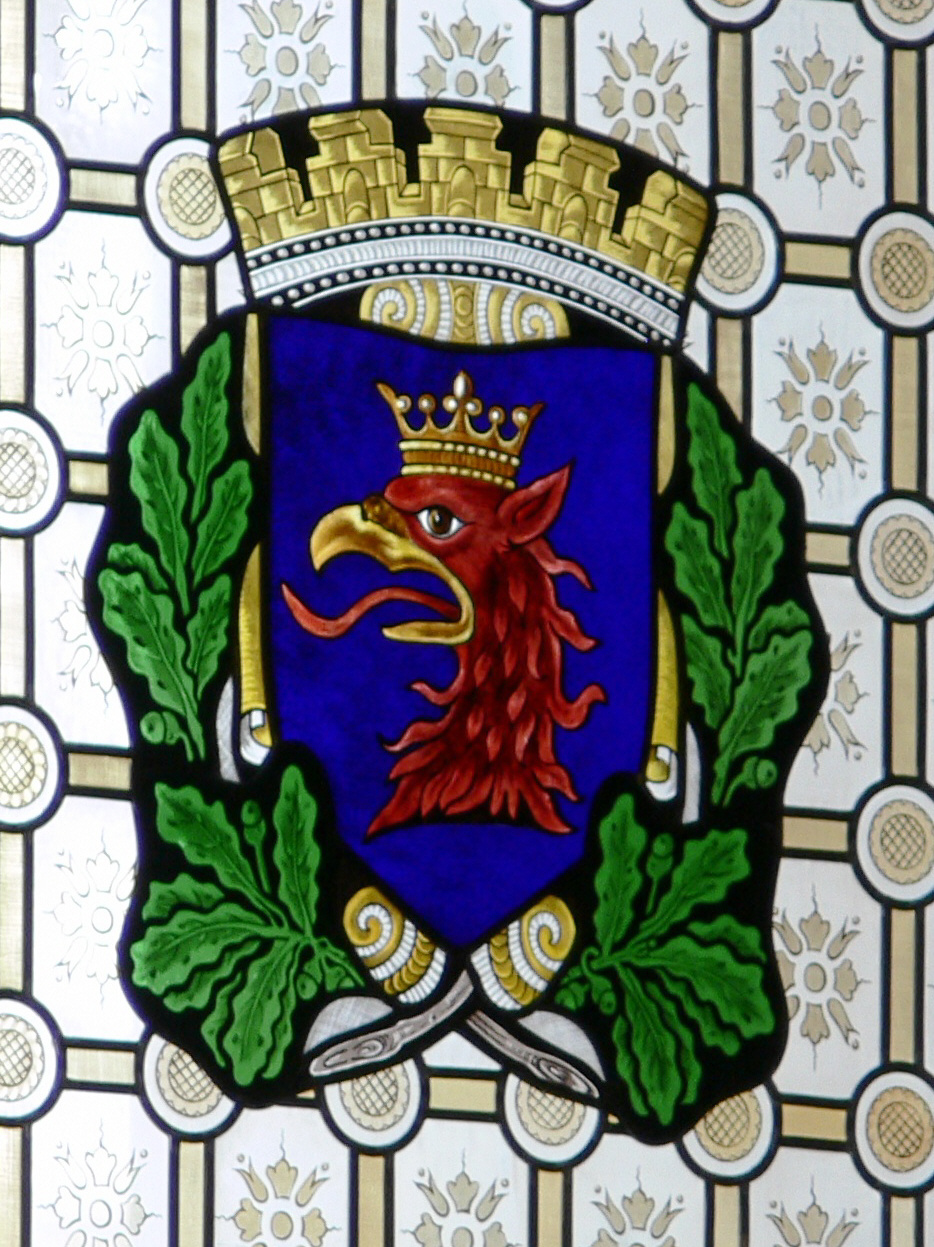
Im Reichsgericht in Leipzig